# Parque nacional Burleigh Head
Burleigh Head es un parque nacional en Queensland (Australia), ubicado a 81 km al sureste de Brisbane.

## Datos
- Área: 0,3 km²
- Coordenadas: 28°05′43″S 153°27′26″E / -28.09528, 153.45722
- Fecha de Creación: 1994
- Administración: Servicio para la Vida Salvaje de Queensland
- Categoría IUCN: II

Véase también:
- Zonas protegidas de Queensland

- Datos: Q1016604
- Multimedia: Burleigh Head National Park / Q1016604